# Italia en la Eurocopa 1996
La Selección de fútbol de Italia fue uno de los 16 equipos participantes en la Eurocopa 1996, que se llevó a cabo entre el 8 y el 18 de junio de 1996 en Inglaterra.

## Clasificación
| Equipo    | Pts | PJ | PG | PE | PP | GF | GC | Dif |
| --------- | --- | -- | -- | -- | -- | -- | -- | --- |
| Croacia   | 23  | 10 | 7  | 2  | 1  | 22 | 5  | 17  |
| Italia    | 23  | 10 | 7  | 2  | 1  | 20 | 6  | 14  |
| Lituania  | 16  | 10 | 5  | 1  | 4  | 13 | 12 | 1   |
| Ucrania   | 13  | 10 | 4  | 1  | 5  | 11 | 15 | -4  |
| Eslovenia | 11  | 10 | 3  | 2  | 5  | 13 | 13 | 0   |
| Estonia   | 0   | 10 | 0  | 0  | 10 | 3  | 31 | -28 |

| Fecha                   | Lugar         |           |                     | Resultado |                      |           |
| ----------------------- | ------------- | --------- | ------------------- | --------- | -------------------- | --------- |
| 7 de septiembre de 1994 | Maribor       | Eslovenia | Bandera de Italia   | 1:1 (1:1) | Bandera de Italia    | Italia    |
| 6 de octubre de 1994    | Tallinn       | Estonia   | Bandera de Estonia  | 0:2 (0:1) | Bandera de Italia    | Italia    |
| 16 de noviembre de 1994 | Palermo       | Italia    | Bandera de Italia   | 1:2 (0:1) | Bandera de Croacia   | Croacia   |
| 25 de marzo de 1995     | Salerno       | Italia    | Bandera de Italia   | 4:1 (1:0) | Bandera de Estonia   | Estonia   |
| 29 de marzo de 1995     | Kiev          | Ucrania   | Bandera de Ucrania  | 0:2 (0:2) | Bandera de Italia    | Italia    |
| 26 de abril de 1995     | Vilnius       | Lituania  | Bandera de Lituania | 0:1 (0:1) | Bandera de Italia    | Italia    |
| 6 de septiembre de 1995 | Udine         | Italia    | Bandera de Italia   | 1:0 (1:0) | Bandera de Eslovenia | Eslovenia |
| 8 de octubre de 1995    | Split         | Croacia   | Bandera de Croacia  | 1:1 (0:1) | Bandera de Italia    | Italia    |
| 11 de noviembre de 1995 | Bari          | Italia    | Bandera de Italia   | 3:1 (1:1) | Bandera de Ucrania   | Ucrania   |
| 15 de noviembre de 1995 | Reggio Emilia | Italia    | Bandera de Italia   | 4:0 (4:0) | Bandera de Lituania  | Lituania  |

## Jugadores
| #  | Nombre                | Posición      | Club              |
| -- | --------------------- | ------------- | ----------------- |
| 1  | Angelo Peruzzi        | Portero       | Juventus FC       |
| 2  | Luigi Apolloni        | Defensa       | Parma FC          |
| 3  | Paolo Maldini         | Defensa       | AC Milan          |
| 4  | Amedeo Carboni        | Defensa       | AS Roma           |
| 5  | Alessandro Costacurta | Defensa       | AC Milan          |
| 6  | Alessandro Nesta      | Defensa       | SS Lazio          |
| 7  | Roberto Donadoni      | Mediocampista | AC Milan          |
| 8  | Roberto Mussi         | Mediocampista | Parma FC          |
| 9  | Moreno Torricelli     | Defensa       | Juventus FC       |
| 10 | Demetrio Albertini    | Mediocampista | AC Milan          |
| 11 | Dino Baggio           | Mediocampista | Parma FC          |
| 12 | Francesco Toldo       | Portero       | ACF Fiorentina    |
| 13 | Fabio Rossitto        | Mediocampista | Udinese           |
| 14 | Alessandro Del Piero  | Delantero     | Juventus FC       |
| 15 | Angelo Di Livio       | Mediocampista | Juventus FC       |
| 16 | Roberto Di Matteo     | Defensa       | SS Lazio          |
| 17 | Diego Fuser           | Mediocampista | Bandera de Italia |
| 18 | Pierluigi Casiraghi   | Delantero     | SS Lazio          |
| 19 | Enrico Chiesa         | Delantero     | UC Sampdoria      |
| 20 | Fabrizio Ravanelli    | Delantero     | Juventus FC       |
| 21 | Gianfranco Zola       | Delantero     | Parma FC          |
| 22 | Luca Bucci            | Portero       | Parma FC          |
| DT | Arrigo Sacchi         |               |                   |

## Participación

### Grupo C
| Selección       | Pts | PJ | PG | PE | PP | GF | GC | Dif |
| --------------- | --- | -- | -- | -- | -- | -- | -- | --- |
| Alemania        | 7   | 3  | 2  | 1  | 0  | 5  | 0  | 5   |
| República Checa | 4   | 3  | 1  | 1  | 1  | 5  | 6  | −1  |
| Italia          | 4   | 3  | 1  | 1  | 1  | 3  | 3  | 0   |
| Rusia           | 1   | 3  | 0  | 1  | 2  | 4  | 8  | −4  |

| 11 de junio de 1996, 16:30                                                                                  | Italia            | 2:1 (1:1) | Rusia         | Anfield, Liverpool                                         |                                                            |
| | Casiraghi 5', 52' | Reporte   | Tsymbalar 21' | Asistencia: 36 000 espectadores Árbitro(s): Leslie Mottram | Asistencia: 36 000 espectadores Árbitro(s): Leslie Mottram |
| Debut absoluto de Rusia en una Eurocopa; además, Ilia Tsymbalar marcó el primer gol ruso en la competición. |                   |           |               |                                                            |                                                            |

| 14 de junio de 1996, 19:30 | República Checa       | 2:1 (2:1) | Italia     | Anfield, Liverpool                                              |                                                                 |
| | Nedvěd 4' · Bejbl 35' | Reporte   | Chiesa 18' | Asistencia: 38 000 espectadores Árbitro(s): Antonio López Nieto | Asistencia: 38 000 espectadores Árbitro(s): Antonio López Nieto |
| Pavel Nedvěd marcó el primer gol de la República Checa en una Eurocopa. Primera victoria de la República Checa en la competición. |                       |           |            |                                                                 |                                                                 |

| 19 de junio de 1996, 19:30 | Italia | 0:0     | Alemania | Old Trafford, Mánchester                                 |                                                          |
|                            |        | Reporte |          | Asistencia: 54 000 espectadores Árbitro(s): Guy Goethals | Asistencia: 54 000 espectadores Árbitro(s): Guy Goethals |

## Estadísticas

### Posiciones

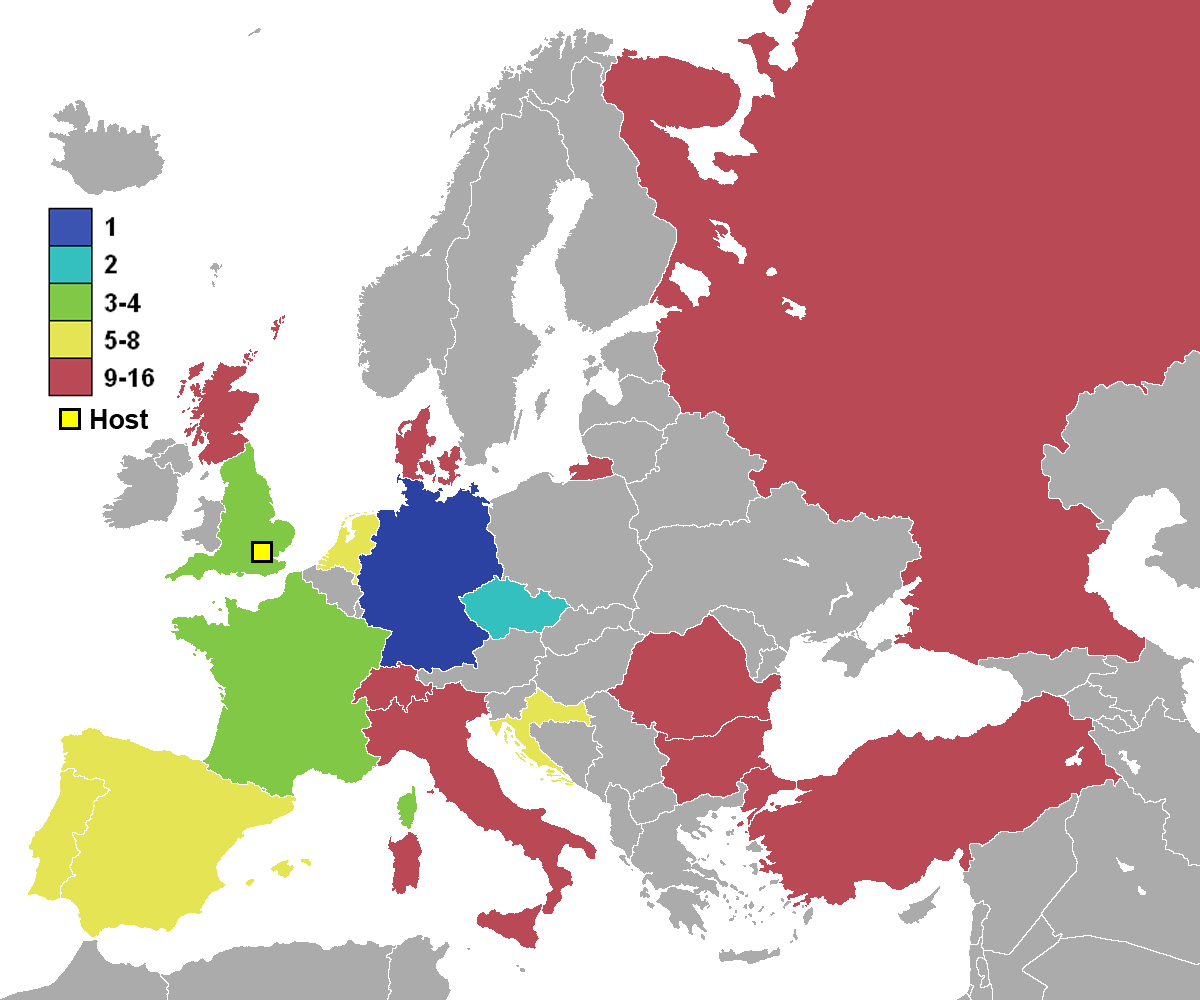
Mapa según los resultados de la Euro 1996.

#### Clasificación general
| Equipo | Equipo          | Pts | PJ | PG | PE | PP | GF | GC | Dif | Rend   |
| ------ | --------------- | --- | -- | -- | -- | -- | -- | -- | --- | ------ |
| 1      | Alemania        | 14  | 6  | 4  | 2  | 0  | 10 | 3  | 7   | 77.78% |
| 2      | República Checa | 8   | 6  | 2  | 2  | 2  | 7  | 8  | −1  | 44.44% |
| 3      | Inglaterra      | 9   | 5  | 2  | 3  | 0  | 8  | 3  | 5   | 60%    |
| 4      | Francia         | 9   | 5  | 2  | 3  | 0  | 5  | 2  | 3   | 60%    |
| 5      | Portugal        | 7   | 4  | 2  | 1  | 1  | 5  | 2  | 3   | 58.33% |
| 6      | España          | 6   | 4  | 1  | 3  | 0  | 4  | 3  | 1   | 50%    |
| 7      | Croacia         | 6   | 4  | 2  | 0  | 2  | 5  | 5  | 0   | 50%    |
| 8      | Países Bajos    | 5   | 4  | 1  | 2  | 1  | 3  | 4  | −1  | 41.67% |
| 9      | Dinamarca       | 4   | 3  | 1  | 1  | 1  | 4  | 4  | 0   | 44.44% |
| 10     | Italia          | 4   | 3  | 1  | 1  | 1  | 3  | 3  | 0   | 44.44% |
| 11     | Bulgaria        | 4   | 3  | 1  | 1  | 1  | 3  | 4  | −1  | 44.44% |
| 12     | Escocia         | 4   | 3  | 1  | 1  | 1  | 1  | 2  | −1  | 44.44% |
| 13     | Suiza           | 1   | 3  | 0  | 1  | 2  | 1  | 4  | −3  | 11.11% |
| 14     | Rusia           | 1   | 3  | 0  | 1  | 2  | 4  | 8  | −4  | 11.11% |
| 15     | Rumania         | 0   | 3  | 0  | 0  | 3  | 1  | 4  | −3  | 0%     |
| 16     | Turquía         | 0   | 3  | 0  | 0  | 3  | 0  | 5  | −5  | 0%     |

### Goleadores
| Jugador             | Goles | PJ | Minuto |
| ------------------- | ----- | -- | ------ |
| Pierluigi Casiraghi | 2     | 3  | 201'   |
| Enrico Chiesa       | 1     | 2  | 100'   |